# توماس منديز
توماس منديز (بالإسبانية: Tomás Méndez)‏ هو مغني وملحن مكسيكي، ولد في 25 يوليو 1926 في فريسنيلو ‏ في المكسيك، وتوفي في 19 يوليو 1995 في مدينة مكسيكو في المكسيك.

## وصلات خارجية
- توماس منديز على موقع ميوزك برينز (الإنجليزية)
- توماس منديز على موقع ديسكوغز (الإنجليزية)